# Polski Związek Alpinizmu
Der Polski Związek Alpinizmu (PZA) (deutsch Polnischer Bergsteigerverband) ist eine Organisation von Berg-, Kletter- und Höhlenklubs in Polen. Er hat eine Verbandsstruktur, wobei nur Vereine Mitglieder sind.

## Über den Verband

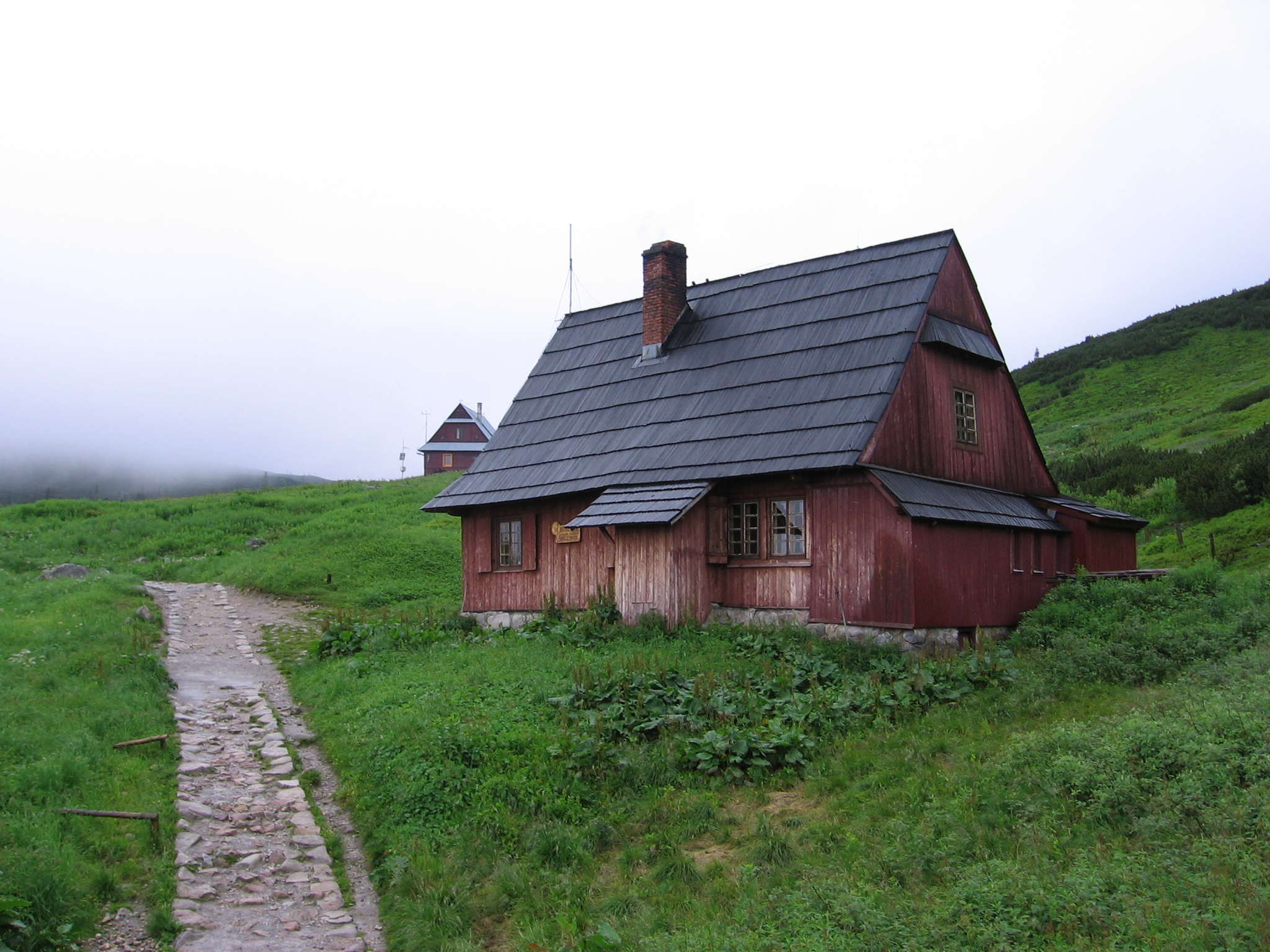
Trainingszentrum Betlejemka in Hala Gąsienicowa

Der PZA wurde 1974 aus dem Hochgebirgsverein (dessen regionale Kreise zu unabhängigen PZA-Clubs wurden) und mehreren kleineren Clubs – darunter der PKG sowie neu entstandene akademische Kletterclubs – gegründet. Der PZA vereint 70 Organisationen, darunter 47 Bezirksvereine und 23 Clubs und Höhlenabteilungen mit einer Gesamtzahl von etwa 5300 Personen.
Der PZA ist im engeren Sinne ein Sportverein, der überwiegend im Bereich des Bergsteigens tätig ist. Zu seinen Aufgaben gehören Ausbildungs-, Bildungs- und Verbreitungsaktivitäten, Koordinierung von Expeditionen, Organisation von Wettbewerben in Polen und die Vertretung Polens im internationalen Wettbewerb. Der PZA ist auch für die Erteilung von Klettererlaubnissen und eigenen Trainingserlaubnissen verantwortlich.
Außerdem verwaltet der PZA das zentrale PZA-Trainingszentrum „Bethlehem“ in Hala Gąsienicowa in der Hohen Tatra auf 1510 m n.p.m. Höhe sowie eine Sommerzeltbasis in Szałasiska (Morskie Oko) und Polana Rogoźniczańska (unterhalb des Auslasses der Täler Kościeliska und Chochołowska). Die Rąbaniska-Basis wurde geschlossen.
Der PZA ist Mitglied internationaler Kletterorganisationen (z. B. UIAA) und speläologischer Organisationen (UIS) sowie Vertreter des polnischen Bergsteigens in den Beziehungen zu ausländischen und internationalen Kletterorganisationen. er ist seit 2017 Mitglied im EUMA.
Der PZA gibt seit 1907 die Informationszeitschrift „Taternik“ heraus, die derzeit vierteljährlich erscheint, sowie kleinere Mitteilungen.

## Präsidenten
Die Präsidenten des PZA werden von der Generaldelegiertenversammlung für jeweils drei Jahre gewählt. Vizepräsident des Vereins war unter anderem Piotr Morawski.
- 1974–1995: Andrzej Paczkowski
- 1995–1999: Leszek Cichy
- 1999–2001: Wojciech Święcicki
- 2001–2016: Janusz Onyszkiewicz
- seit 2016: Piotr Pustelnik